# Sehithwa
Sehithwa is een dorp in het district North-West in Botswana. De plaats telt 2748 inwoners (2011).